# Raynaude
Raynaude est une ancienne commune et un hameau situé au Mas-d'Azil, dans le département français de l'Ariège.

## Géographie
L'ancienne commune de Raynaude est située au sud du Mas-d'Azil, dans la vallée de l'Arize.

## Histoire
La commune du Mas-d'Azil absorbe entre 1790 et 1794 la commune de Raynaude.

## Lieux et monuments
- Église Notre-Dame de la Raynaude et son chemin de croix[2].